# Eduard Wallnöfer

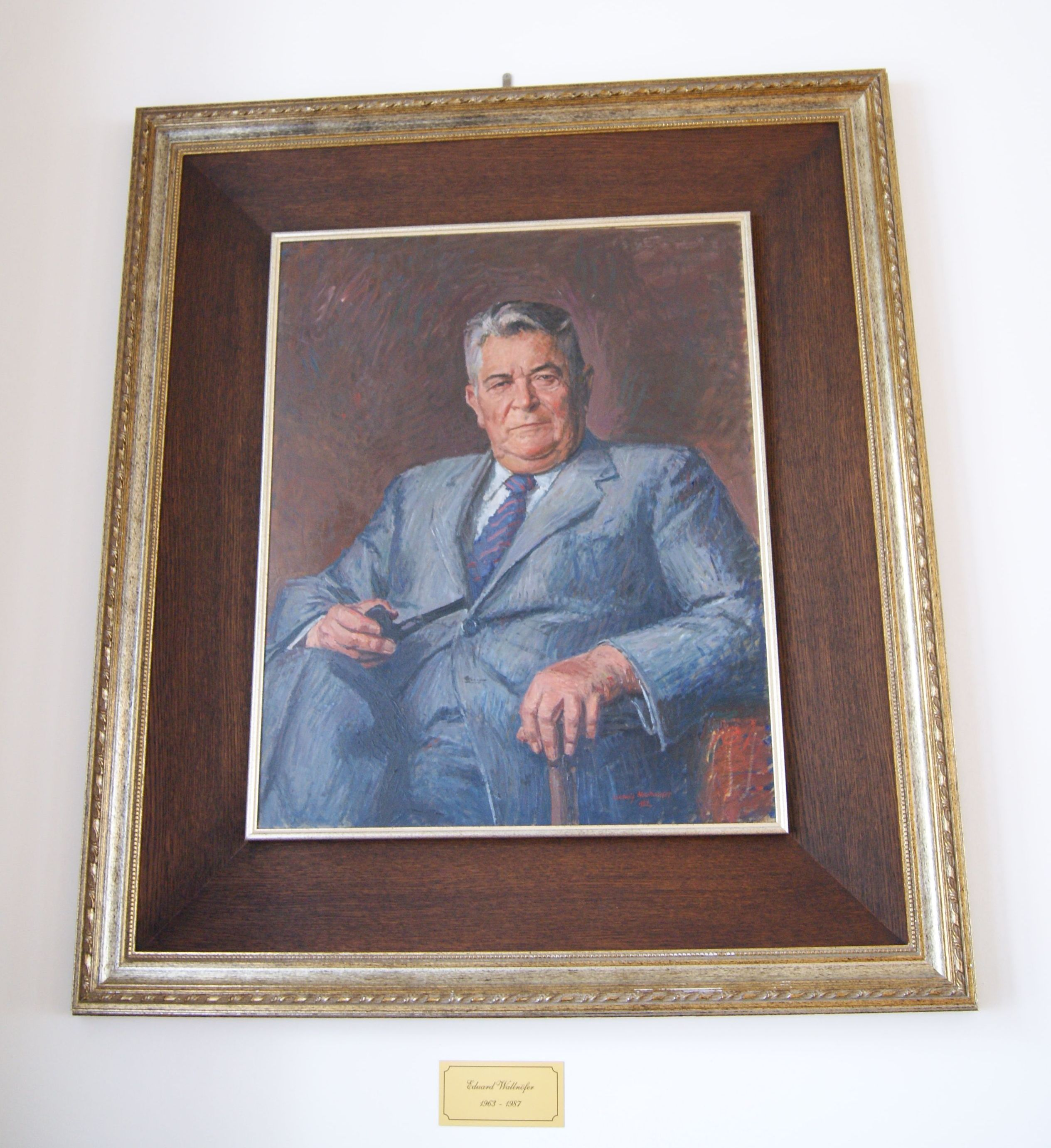
Eduard Wallnöfer – Bild im Rokokosaal des Alten Landhauses in Innsbruck.

Eduard Wallnöfer (* 11. Dezember 1913 in Schluderns, Südtirol; † 15. März 1989 in Innsbruck) war ab 1941 Parteimitglied der NSDAP, österreichischer Politiker (ÖVP) und von 1963 bis 1987 Landeshauptmann von Tirol.

## Leben und Politik

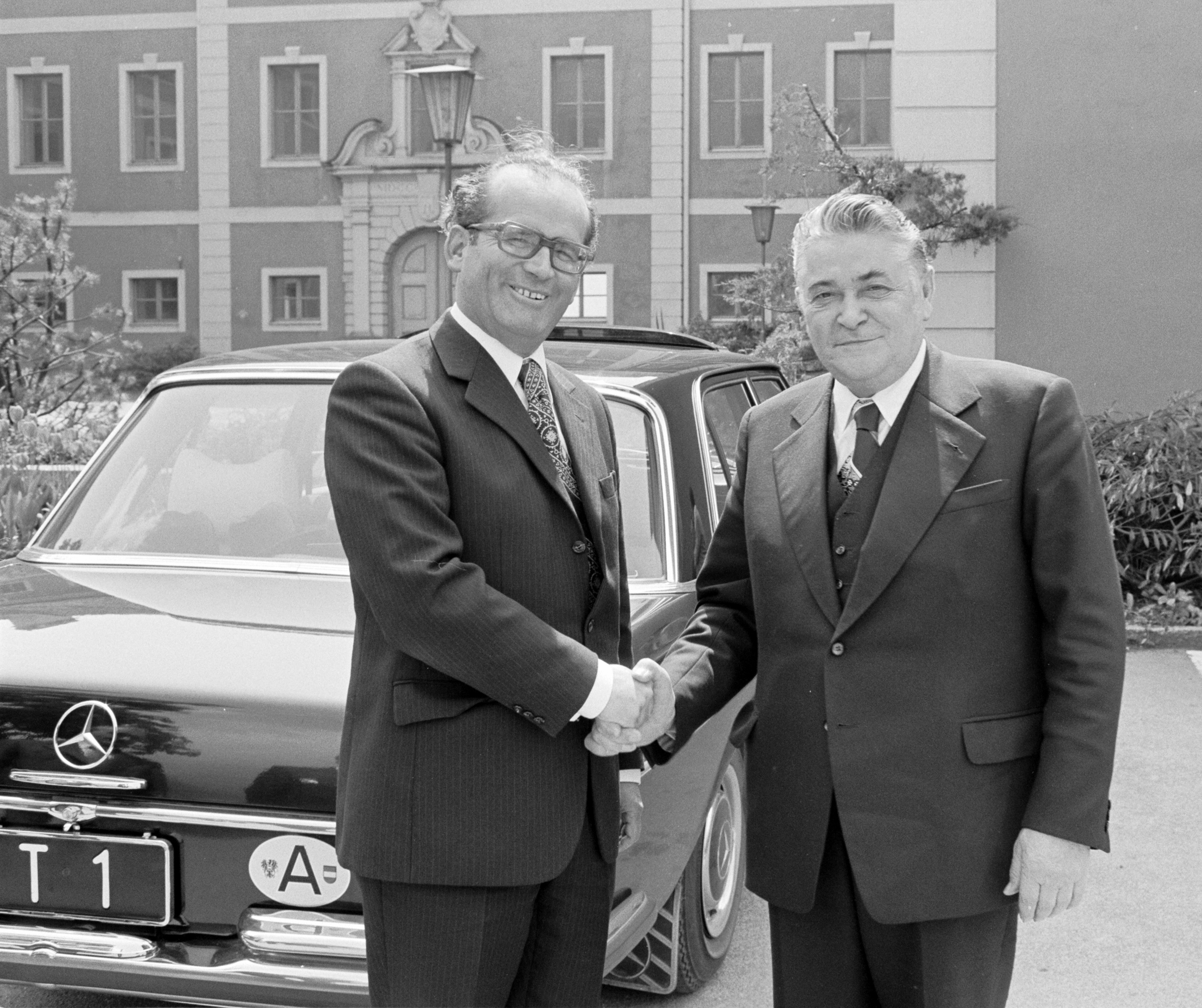
Eduard Wallnöfer (rechts) mit dem Vorarlberger Landeshauptmann Herbert Keßler 1974 in Hohenems

Eduard Wallnöfer besuchte die damals zweijährige Landwirtschaftliche Landeslehranstalt Imst, die er 1933 abschloss. Er begann seine Karriere in den 1930er Jahren als Sekretär in der Landwirtschaftskammer. Wallnöfer heiratete 1940 die Bauerntochter Luise Thaler und übernahm deren elterlichen Hof in Mieming. Die letzten 13 Monate des Krieges diente er als Funker.
Ab 1945 war Wallnöfer Gemeinderat in Mieming. 1949 zog er in den Tiroler Landtag ein und wurde Landesrat, 1958 wurde er zum Obmann des Tiroler Bauernbundes gewählt. Eduard Wallnöfer trat 1963 die Nachfolge des überraschend verstorbenen Landeshauptmannes Hans Tschiggfrey an und übergab das Amt 1987 krankheitshalber an Alois Partl. Wallnöfer starb 1989 an einer Lungenentzündung im Innsbrucker Krankenhaus.
Während seiner Amtszeit erfolgte ein wirtschaftlicher Aufschwung Tirols und ein Ausbau der Verkehrswege (zum Beispiel Inntalautobahn). Er regte 1972 die Gründung der Arbeitsgemeinschaft Alpenländer (Arge Alp) an. Als Bauer und Schütze verkörperte er für viele Tiroler den Typus des erfolgreichen „Landesvaters“. In der Bevölkerung erlangte er breite Zustimmung und hohe Sympathie.
Er war Ehrenmitglied der katholischen Studentenverbindungen KÖHV Leopoldina Innsbruck und KÖHV Amelungia Wien, beide im ÖCV.
Herwig van Staa, Landeshauptmann von Tirol von 2002 bis 2008, ist Wallnöfers Schwiegersohn.

## Nationalsozialistische Vergangenheit
Am 30. Juni 1938 beantragte Wallnöfer die Aufnahme in die NSDAP-Ortsgruppe Imst und wurde am 1. Jänner 1941 aufgenommen (Mitgliedsnummer 9.566.289). Im Zweiten Weltkrieg war er zunächst vom Wehrdienst freigestellt. 
Wallnöfers NSDAP-Mitgliedschaft wurde erst im Jahr 2005 einer breiten Öffentlichkeit bekannt, da entsprechende Akten im Berlin Document Center im deutschen Bundesarchiv gefunden wurden. Wallnöfer hatte sich 1946 nicht – wie vorgeschrieben – als ehemaliges Parteimitglied registrieren lassen, weshalb auch kein Entnazifizierungsakt im Tiroler Landesarchiv aufzufinden war.

## Auszeichnungen

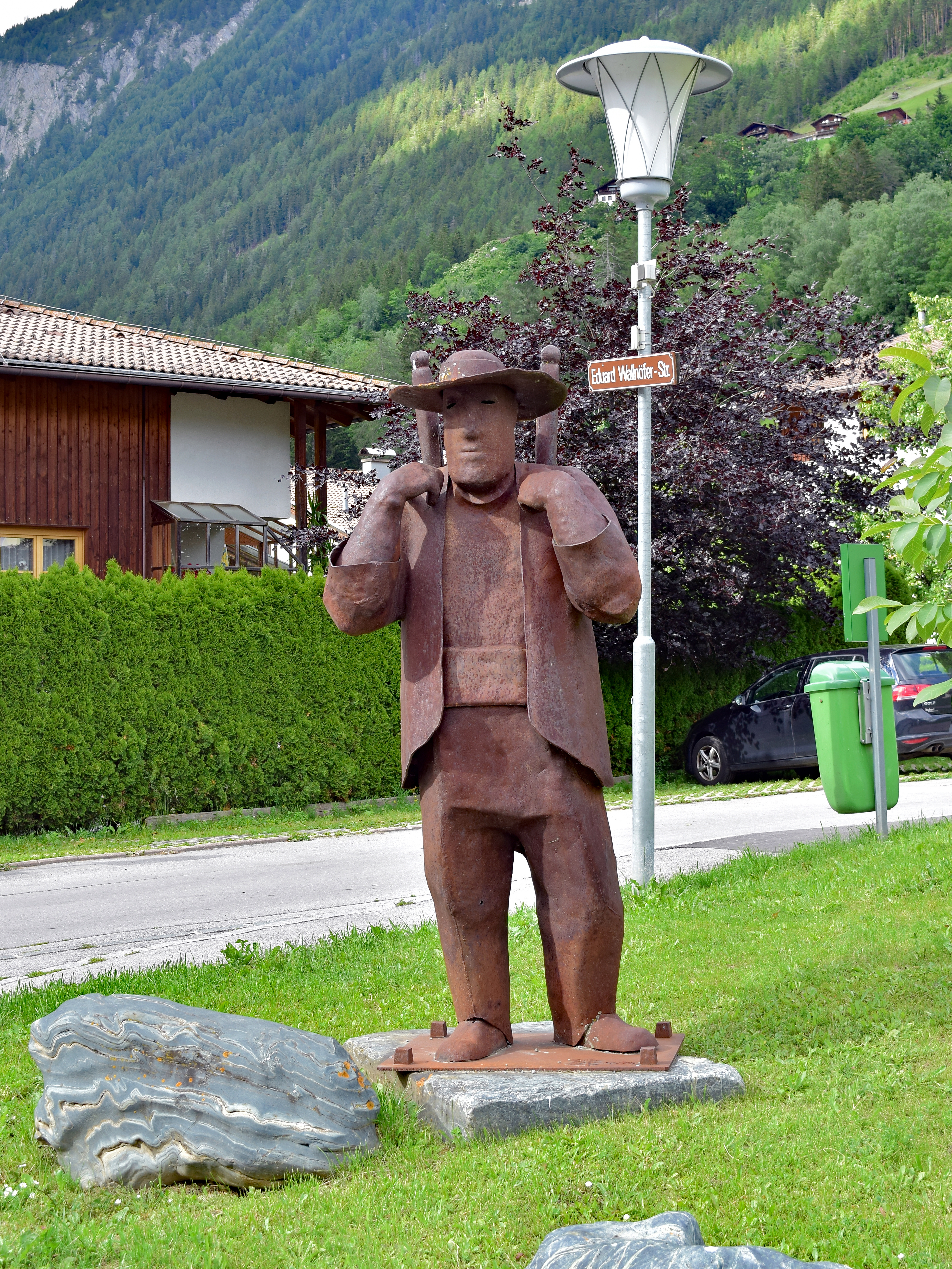
Eduard-Wallnöfer-Denkmal in Matrei in Osttirol

- Großes Silbernes Ehrenzeichen der Republik Österreich
- Ehrenzeichen des Landes Tirol
- Goldenes Ehrenzeichen des Tiroler Bauernbundes
- Großkreuz des Silvesterordens
- Großes Bundesverdienstkreuz mit Stern und Schulterband
- Bayerischer Verdienstorden
- Orden des Britischen Empire (Großkreuz)
- Großer Montfortorden